# Leptachirus lorentz
Leptachirus lorentz är en fiskart som beskrevs av Randall 2007. Leptachirus lorentz ingår i släktet Leptachirus och familjen tungefiskar. Inga underarter finns listade i Catalogue of Life.